# Pentax P3n
Pentax «P3n» (другие названия «P30n» и «P30t») — малоформатный однообъективный зеркальный фотоаппарат. Различные модификации этой камеры производились с 1988 по 1997 год в чёрном, чёрно-сером и сером исполнениях. Камера была рассчитана на малобюджетный сегмент рынка: ручная фокусировка и курковая протяжка плёнки, отсутствие информационного жидкокристаллического табло существенно снижали цену.

## Названия и модификации
Различия между всеми тремя модификациями минимальны и представлены в таблице:
| Модификация → Характеристика ↓ | «P3n»                         | «P30n»                | «P30t»               |
| ------------------------------ | ----------------------------- | --------------------- | -------------------- |
| Годы выпуска                   | 1988 — 1990                   | 1988 — 1990           | 1990 — 1997          |
| Цвета корпуса                  | Чёрный и чёрный с тёмно-серым | Чёрный с тёмно-серым  | Чёрный и тёмно-серый |
| Фокусировочный экран           | «Горизонтальный клин»         | «Горизонтальный клин» | «Диагональный клин»  |
| Задняя дверца                  | Пластиковая                   | Пластиковая           | Пластиковая          |

## Основные характеристики
- Режимы: M (ручной), Av (приоритета диафрагмы), P (режим программной линии).
- Репетир диафрагмы.
- Блокировка экспозамера.
- Электронный затвор из металлических шторок с вертикальным ходом 1 — 1/1000 сек, В.
- Питание 2 x 1.5 Вольта (A76, SR44, LR44).
- Ручная протяжка плёнки.
- Встроенный экспонометр.
- Отображение выдержки в видоискателе.
- Автоспуск — 12 сек.

## Совместимость
Как и любая другая камера Pentax оснащенная байонетом KA, «P3n» может работать с любыми объективами Pentax у которых есть кольцо управления диафрагмой.
Необходимо лишь учесть тот факт, что существуют объективы рассчитанные для использования с APS-C-камерами. Такие объективы дадут сильнейшее виньетирование.